# Pancratium biflorum
Pancratium biflorum är en amaryllisväxtart som beskrevs av William Roxburgh. Pancratium biflorum ingår i släktet Pancratium och familjen amaryllisväxter. Inga underarter finns listade i Catalogue of Life.